# Сигма Гидры
Сигма Гидры (лат. σ Hydrae), 5 Гидры (лат. 5 Hydrae), HD 73471 — двойная звезда в созвездии Гидры на расстоянии приблизительно 379 световых лет (около 116 парсек) от Солнца. Видимая звёздная величина звезды — +4,4m. Возраст звезды определён как около 530 млн лет.

## Характеристики
Первый компонент — оранжевый гигант спектрального класса K0, или K1III, или K2III. Масса — около 3,851 солнечной, радиус — около 27,058 солнечного, светимость — около 309,592 солнечной. Эффективная температура — около 4480 K.
Второй компонент — красный карлик спектрального класса M. Масса — около 91,58 юпитерианской (0,08742 солнечной). Удалён в среднем на 2,344 а.е..